# Compañía Nacional de Subsistencias Populares
La Compañía Nacional de Subsistencias Populares (Conasupo; oficialmente, CONASUPO) fue una empresa paraestatal mexicana que se dedicó a acciones relacionadas con el sistema de abasto. Fue creada en 1961 durante el gobierno del presidente Adolfo López Mateos con el fin de garantizar la compra y regulación de precios en productos de la canasta básica, particularmente el maíz.

## Historia
Durante 1965, la CONASUPO crea la Compañía Hidratadora de Leche, por lo que en 1972 se transformaría en Liconsa, con el fin de ayudar a las personas más necesitadas del sector urbano y rural en el incremento de ingesta alimentaria. Durante esta época, se establecieron grandes almacenes de abasto y tiendas comunitarias de CONASUPO.
Los programas de la CONASUPO aumentaron el consumo de alimentos en los sectores más pobres del país; participó principalmente con subsidios generalizados y distributivos.
```
El Comité Regulador del Mercado del Enequen en Yucatán México en 1917 el primer antecedente, Los Almacenes Nacionales de Depósito, S.A. ANDSA 1936 El Comité Regulador del Mercado del Trigo en Sinaloa México 22 junio 1937, Comité Regulador del Mercado de la Subsistencias 1938, NADYRSA NACIONAL DISTRIBUIDORA Y REGULADORA , S.A. 3 de mayo 1941, CEIMSA, Compañía Exportaciones e Importadora Mexicana, S,A, el 25 marzo 1961 se crea CONASUPOSA,EL 25 MARZO 1965 Compañía Nacional de Subsistencias Populares S.A. CONASUPO, por decreto presidencial y publicado en el DOF 1 abril 1965, 1972 SE CREA DICCONSA 8 filiales como : BODEGAS RURALES CONASUPO, S.A. BORUCONSA, CONASUPO-COPLAMAR en noviembre de 1979, IMPECSA Impulsora del Pequeño Comercio S.A. C.V.,ICONSA, Industrias CONASUPO S.A.( galletas, pan), LICONSA, MICONSA Maíz industrializado , CECONCA Centros de Capacitación  Campesino, FRICOPROCONSA Promoción Promotora CONASUPO para el Mejoramiento Social,1964 CODISUCO COMPAÑIA DISTRIBUIDORA DE SUBSISTENCIAS CONASUPO S.A. DE C.V., CONASUPER A y B Centros Comerciales CONASUPO, 1972 cambia su estructura en 6 empresas regionales 1986 Se disgrega las 6 empresas regionales DICONSA METROPOLITAN S,A,, NORTE,NOROESTE,SUR,SURESTE CENTRO y 18 subsidiarias en todo México, y se constituye la empresa Controladora y distribuidora e impulsora comercial CONASUPO- DICONSA, DIRECTOR ING. Raúl Salinas de Gortari ()hermano del expresidente Carlos Salinas, EN 2019 Se constituye SEGALMEX, acaeciendo un desfalco millonario para el erario y hasta enero de 2025 se constituye ALIMENTACIÓN PARA EL BIENESTAR, incrementando e incluyendo la compra a productores de cacao, miel y café para el abasto de los 24 productos de la canasta básica en México. 
```

FUENTE Testimonios documentales resguardados en el archivo de concentración del fondo ALIMENTACIÓN PARA EL BIENESTAR CDMX, MÉXICO 2025
PRECIOS DE GARANTÍA
El propósito de los precios de garantía em 1930 consiste en incentivar la producción agrícola protegiendo el ingreso de los productores al igual que su transporte con apoyos,  1953 se fija el precio para el frijol,1954 maíz, 1960 del trigo, arroz pulido y sorgo 1961, Cártamo 1965, ajonjolí frijol-soya y semilla de algodón 1966, cebada y semilla de girasol 1971 y la copra 1975, en este año reprimieron y asesinaron a campesinos en Guerrero México, 

### Incidente de la leche radioactiva
Entre 1986 y 1987, la leche que se comercializaba en las tiendas de la paraestatal se vio afectada por el Accidente de Chernóbil, recibiendo más de 50,000 toneladas de leche contaminada con Cesio-137 y más de 2,000 toneladas de mantequilla igualmente contaminada. La Secretaría de Salud (México) admitió el error en 1988, al tiempo que sólo reconoció 3, 000 toneladas. Este hecho puso bajo la lupa del Instituto Nacional de Transparencia, Acceso a la Información y Protección de Datos Personales (INAI) tres décadas después a la Secretaría de Salud (México), así como al organismo Liconsa, responsable de distribuir el producto radioactivo.
El gobierno del entonces presidente Miguel de la Madrid Hurtado negó haber importado las ya mencionadas toneladas de lácteos contaminados. Regresando a épocas recientes, se hizo un informe cuyos resultados fueron: 
- La negligencia en que la paraestatal CONASUPO incurrió al importar tal cantidad de productos irradiados por el accidente de Chernóbil
- El que la Comisión Nacional de Seguridad Nuclear y Salvaguardas no haya podido muestrear 12,920.63 toneladas métricas de un total de 28,378 toneladas métricas de leche en polvo, debido a que ya se habían comercializado entre septiembre de 1986 y enero de 1987. De esas toneladas no se pudieron establecer niveles de radiactividad contenidos.[4]

### Desaparición
Conasupo desapareció el día 24 de mayo de 1999 mediante un decreto publicado en el Diario Oficial de la Federación, por el entonces presidente Ernesto Zedillo Ponce De León.